# Eduardo Estíbariz Ruiz de Egiluz
Eduardo Estívariz Ruiz de Egilaz (Vitòria, 27 de maig de 1966) és un futbolista basc, ja retirat. Va jugar de defensa.

## Trajectòria
Estíbariz va donar els seus primers passos a les files del club de la seua ciutat natal, el Deportivo Alavés, on es va estar dos anys al primer equip, de 1985 a 1987. Eixe any fitxa per un altre club d'Euskadi, el Sestao Sport, on es manté dos anys més, jugant un total de 35 partits amb els verd-i-negres.
No serà fins al 1989 quan s'incorpore a un equip gran. L'Athletic Club compta amb els seus serveis a mitjans de la 88/89, on debuta en un partit contra l'Atlètic de Madrid. A San Mamés hi està gairebé deu anys, però no va esdevindre titular en cap moment, sense sobrepassar la vintena de partits. Juga 125 partits a primera divisió amb els lleons, i marca dos gols.
El Rayo Vallecano serà el seu darrer club important. Fitxa el 1997 i es converteix en un dels eixos defensius dels madrilenys. La 99/00 és la seua darrera temporada a Primera, i curiosament, la que més partits disputarà, fins a 23, i un gol.
La campanya 2000/2001 torna a Vitòria per a jugar a l'altre equip gasteiztarra, l'Aurrerá, on apareix en 25 partits i fa 3 gols abans de retirar-se a l'acabar la temporada.